# 子連れ狼 (北大路欣也版)
北大路欣也主演・『子連れ狼』（こづれおおかみ）は、小池一夫・小島剛夕の漫画『子連れ狼』を原作とするテレビ時代劇シリーズ。
2002年から2004年にかけて三部に分けて、テレビ朝日では月曜日19時台に放映された。

## 概要
原作や、他のドラマ作品とは別に、敵役の柳生烈堂も味のある良い敵キャラとして描かれている。
原作では終盤で大きな役割を果たすも放送コードを凌駕する奇行があまりに多すぎる阿部怪異が登場しない等、違ったストーリー構成となっている。
また、大五郎が乗る乳母車には、萬屋錦之介版のようなマシンガンやカッター等は装備されておらず槍と仕込み小刀が装備されているのみである。これは物語に時代的な整合性を求めたためである。

## 主な登場人物
- 拝一刀 - 北大路欣也
- 大五郎 - 小林翼
- あざみ - 床嶋佳子（※第2部4話では信乃役としても出演している）
- 狭間左平次 - 濱田万葉（第2部 第15話・第18話・最終話）
- 鞘香 - 佐藤江梨子（第3部 第1話・第9話）
- 柳生烈堂 - 夏八木勲
- ナレーター - 岸田今日子（※第3部 最終話では慈照尼役として顔出し出演もしている）

## 主題歌
- 子らよ（小椋佳）

## 挿入歌
- 子連れ狼（加藤登紀子・第3部のみ）

## スタッフ
- 脚本：田上雄、大原久澄、藤井邦夫、ちゃき克彰
- 監督：吉田啓一郎、橋本一、藤岡浩二郎　ほか
- プロデューサー：田中芳之、加藤貢、横塚孝弘
- 音楽：中村幸代
- 企画協力：梶研吾、天野顕仁

## 放送リスト

### 第一部（2002年）
| 回 | 放送日   | サブタイトル                        | ゲスト出演者 |
| -- | -------- | ----------------------------------- | --- |
| 1  | 10月14日 | 斬れぬもの、父子の絆！              | お菊：雛形あきこ、十文字屋甲兵衛：本田博太郎、鏑木頼母：田山涼成、筧源佐衛門：団時朗、お千の方：斉藤レイ、 杉戸監物：深水三章、赤川蓮、宍戸勝、正木蒼二、和泉ちぬ、 田村友里、稲田龍雄、吉田輝生、西村龍弥、西谷祐子、 白井滋郎、小阪和之、吉岡博也、平井三智栄、渡辺燿璃、 青木哲也、石井栄二、木下通博、西村正樹 |
| 2  | 10月21日 | 父と子の約束 女スリを泣かせた大五郎 | お葉：美保純、松倉喜左衛門：横内正、綾乃：菊池麻衣子、心の字洗蔵：中原丈雄、笹野弦三郎：草薙良一、ほくろの留：佐藤二朗、 伊沢和馬：須藤雅宏、藤沢慎介、染矢峰高、中村南、河本タダオ、 松田光生、山口幸晴、笹木俊志、藤沢徹夫、川上真人、 稲垣陽子、新井志明、窪田弘和、大矢敬典、安田美香、 山本晶子、中村ゆうや、小野亮子、山本愉和、渡辺輝璃、 梅本怜央奈、青木哲也                                                                                   |
| 3  | 10月28日 | ぶりぶりを仕掛ける女！泣くな大五郎  | 馬渕英里何、榊英雄、中田博久、大塚よしたか、柴田耕作、 星野美恵子、出水憲、園英子、平松紗奈恵、菅原琢磨、 杉山幸晴、五十嵐義弘、上鶴良子、山名真貴、山田永二、 渡辺輝璃、空田浩志、青木哲也、池上季実子 |
| 4  | 11月4日  | 死闘！一刀対90人の無法者            | 等々力玄蔵：中山仁、尾州の斧助：渡辺哲、定吉：中西良太、阿矢：今井恵理、矢坂新三郎：山口粧太、 鈴木惣一郎：市瀬秀和、内村織部正：小林尚臣、阿武隈：長江英和、粂造：岩尾正隆、御油の陸三：木谷邦臣、 海馬八：AKIRA、新穂えりか、武井三二、スズキマリ、浜田隆広、 福本清三、司裕介、楠年明、床尾賢一、本山力、 おくのまさかず、勝野賢三、川上真人、小谷浩三、石井亜可理、 小峰隆司、林健太郎、北村明男、山根誠示、木村康志、 渡辺輝璃、江原政一、青木哲也 |
| 5  | 11月11日 | 父と子の哀しき一石橋                | 立花小夜：有森也実、立花伊織：羽場裕一、佐藤道庵：奥村公延、佐伯六左衛門：大出俊、松平源一郎：黒田勇樹、 赤木玄蕃：関根大学、石根小角：草見潤平、高橋弘志、岡田友孝、床尾賢一、 新海なつ、吉田輝生、村田宏、石川栄二、飯村健太、 川上真人、上野翔吾、西村龍弥、渡辺輝璃、中村侑矢、青木哲也 |
| 6  | 11月18日 | 許せ！大五郎！父と子の哀しき運命    | 柳生備前守：平泉成、八兵衛：本城丸裕、茂平：左右田一平、目付：石山律雄、渡辺輝璃、 伊澤有梨須、光井みほ、小林香織、紅萬子、白井滋郎、 井上茂、山本辰彦、山田永二、下元佳好、木村康志、 杉山幸晴、中川峰男、山根誠示、浜田隆広、河本タダオ、 山口幸晴、重伸幸、青木哲也 |
| 7  | 11月25日 | なみだ糸 母の愛を知った大五郎       | 笠間一途：平淑恵、寛仁和尚：神山繁、小谷源次郎：春田純一、堀田監物：森下哲夫、安藤：菊池隆則、 岡崎伝兵衛：佐藤京一、笠間大輔：本田大輔、青木敏之、笹木俊志、小泉敏生、 結城市朗、木下通博、吉田輝生、平井優也、芳野史明、 渡辺輝璃、及川綾、青木哲也 |
| 8  | 12月2日  | 陰謀の炎、一刀を死罪に処す！        | ぬい：つみきみほ、石川帯刀：大橋吾郎、赤猫新介：モロ師岡、橘源三郎：安藤一夫、村雨天殺：片桐竜次、 鬼八：藤原喜明、藤沢徹夫、本山力、鈴木みさと、浅田祐二、 森保郁夫、川鶴晃裕、内藤和也、須賀章、松本英之、 小谷浩三、渡辺輝璃、司裕介、青木哲也 |
| 9  | 12月9日  | 一刀対烈堂！大五郎に捧げる父の愛    | おきく：前田愛、柳生蔵人：唐渡亮、篠原平吉：高野八誠、宮本新八郎：酒井一圭、青木哲也、 藤沢慎介、野口貴史、菅原琢磨、峰蘭太郎、新井志明、 金子藍、吉沢美都、安田美香、岡田和範、渡辺輝璃 |

### 第二部（2003年）
| 回 | 放送日   | サブタイトル                                   | ゲスト出演者 |
| -- | -------- | ---------------------------------------------- | --- |
| 1  | 7月7日   | 冥府魔道の父と子、ふたたび…                    | 三輪主文正：佐野浅夫、白坂波江：中山忍、井上筑後守：藤田宗久、土田蔵人：潮哲也、蛭川鬼十郎：篠塚勝、 松平紀伊守：頭師孝雄、三浦玄内：桐山浩一、鳴海市之丞：村井克行、綾部右近：藤岡太郎、お紺の方：石井苗子、 恒川主馬：大木聡、田中千遙、宇野嘉高、山根誠示、下元佳好、 稲田龍雄、青木哲也                                  |
| 2  | 7月14日  | 一刀危機一髪!! 獣たちに監禁された男と女        | おりん：大沢逸美、鉄幹：麿赤兒、源次：でんでん、三沢市之進：ひかる一平、雪乃：寺田千穂、 次郎左：丹古母鬼馬二、青兵衛：坂田雅彦、柵玄蕃：西田良、紋之介：香川耕二、蝙蝠辰：山口剛、 ずぶ六：岡田友孝、空田浩志、重伸幸、内藤和也、山本道俊、 西村龍弥、大久保幸治、東孝、宮永淳子、木村昌栄、青木哲也                        |
| 3  | 7月21日  | 三人の刺客とあばずれ女！大五郎に母なる味を…    | 岡部清衛門：浜田晃、お八重の方：水谷ケイ、お仙：川島なお美、坪井の重蔵：石田太郎、大久保勘兵衛：新納敏正、 勘太：浪花勇二、利助：勝野賢三、細川純一、小谷浩三、高橋弘志、 まつむら眞弓、大矢敬典、鶴八雲、司裕介、藤枝政巳、 松本英之、菱谷昌功、男野未穂、青木哲也                                                          |
| 4  | 7月28日  | 愛と死の道中陣！亡き妻の哀しき面影……           | 信乃：床嶋佳子、柳生軍兵衛：松重豊、雲海和尚：大前均、木下通博、青木哲也 |
| 5  | 8月4日   | 絶体絶命だ大五郎！強奪された哀しき花嫁         | おしげ：南田洋子、太吉：北原雅樹、おいと：遊井亮子、大野図書：勝部演之、望月十蔵：宇梶剛士、 伝兵衛：常泉忠通、喜十：山本清、有馬遠江守：重松収、有馬碩翁：岩尾正隆、岩城軍之進：柄沢次郎、 彦作：加賀健治、河本タダオ、岡田友孝、小谷浩三、木谷邦臣、 矢部義章、田井克幸、中川峰男、大矢敬典、 吉田輝生、山本辰彦、青木哲也 |
| 6  | 8月11日  | 憎しみの刺客依頼！涙を流した大五郎…            | 雨月尼：姿晴香、滝澤兵部：萩原流行、むら：山田スミ子、お松：楯真由子、柴田善行、 山田永二、笹木俊志、河本タダオ、石田貴士、中川峰男、 岩須透、林健太郎、浜田隆広、山口幸晴、青木哲也 |
| 7  | 8月18日  | 大五郎と命の叫び！女だけが棲む哀しい集落の罠！ | お汐：古手川祐子、九十九源蔵：高橋長英、秋山慎之助：角田英介、おその：山口リエ、おやえ：井上彩名、 内藤左馬介：本城丸裕、おたけ：棟里佳、およし：佐田リサ、おすみ：谷口智、藤澤慎介、 福本清三、白井滋郎、山口幸晴、杉山幸晴、渡辺耀璃、青木哲也                                                                             |
| 8  | 9月1日   | 来ない明日へ… 一刀を愛した女と三度笠の大五郎   | 酉蔵：池上季実子、政吉：大塚よしたか、兵頭主膳：谷口高史、佐藤和久、浜田隆広、 笠兼三、奥深山新、山田永二、須賀章、杉山幸晴、 本山力、川上真人、小峰隆司、西山清孝、東孝、青木哲也 |
| 9  | 9月8日   | 罠の刺客依頼！この親にしてこの子あり           | 嘉兵衛：長門裕之、小倉源三郎：坂上忍、白神織部：樋浦勉、飯田仙八郎：大村波彦、磯村半太夫：三田村賢二、 おふじ：冨樫真、徳次郎：菊池均也、鈴之介：松川真之介、おたみ：岳美、小谷浩二、 松永吉訓、野々村仁、田中優貴、鈴木駿、鈴木勘太、青木哲也                                                                               |
| 10 | 10月6日  | 愛弟子との悲しき闘い！牙志の男一刀…号泣す！    | 阿部駿河守正常：宅麻伸、由利の方：森下涼子、山田伊織：江藤潤、氷室源十郎：四方堂亘、桔梗：小松みゆき、 峰蘭太郎、笹木俊志、山根誠示、木谷邦臣、井上紀子、太田雅之、 高橋弘志、山本道俊、木村康志、岡田和範、吉田輝生、青木哲也                                                                                               |
| 11 | 10月13日 | 大五郎と雨を待つ女 愛と裏切りの死闘！          | しのぶ：遠山景織子、佐久間和弥：志村東吾、妙真：大塚良重、堀越軍太夫：森次晃嗣、川上基永：米山善次、 入江毅、西村匡生、芳野史明、内藤和也、川鶴晃裕、 藤沢徹夫、青木哲也 |
| 12 | 10月20日 | 首を売る男と大五郎！一刀殿、刺客をやめなされ！ | 刺野左近：原田大二郎、刺野数馬：石橋保、およし：佐藤友紀、捕り方役人：小沢象、侍：甲斐道夫、 清兵衛：芝本正、大男：大富士、伊庭剛、山田良隆、田井克幸、 斉藤弘勝、中川峰男、窪田弘和、辻本一樹、 まつむら真弓、平井三智栄、青木哲也                                                                                          |
| 13 | 10月27日 | 殺意の待ち伏せ！夫を斬りたい女と観音像の大五郎 | 飛甚左：寺島進、おとし：筒井真理子、藤兵衛：木村栄、岡村右京：伊藤高、熊吉：グレート義太夫、 矢形源一郎：野崎海太郎、安三：マキタスポーツ、蜂谷駒之進：中根徹、新村あゆみ、前川恵美子、藤沢徹夫、 吉岡博也、松永吉訓、岩須透、宮前安孝、林健太郎、青木哲也                                                                   |
| 14 | 11月10日 | 鉄壁城の陰謀！牢に入れられた大五郎！           | 香苗：山田まりや、久世源太夫：榊英雄、平林外記：中丸新将、小郡長助：河西健司、作造：丹治大吾、 喜助：松本竜助、野川新衛門：江端英久、白井滋郎、野々村仁、手島みづえ、 奥深山新、上鶴良子、大久保幸治、北沢光雄、辻本一樹、 西村龍弥、松本有加、吉田輝生、青木哲也                                                            |
| 15 | 11月17日 | 我が子よ！子を守る父二人…涙の絶唱！            | 谷口半兵衛：勝野洋、高峰主膳：沼田爆、狭間右源太：草見潤平、香取新之助：松田悟志、谷口与一郎：小阪風真、 長内仙十郎：石田登星、塚本加成子、下元佳好、鈴川法子、太田雅之、 内藤和也、西村正樹、寺田健人、上田智也、 高嶋史也、村中龍人、渡辺耀璃、青木哲也                                                                    |
| 16 | 11月24日 | 斬殺剣！夜叉面の女 一刀を襲う柳生の罠          | 大室帯刀：岡本富士太、佐兵衛：安井昌二、松平大学：井田州彦、小此木隼人：山口粧太、お美乃：八木小織、 矢崎輪之助：小川剛、伊左次：武重勉、戸塚仁太夫：石倉英彦、穴倉三郎太：手塚秀彰、神尾直子、浜田隆広、 芳野史明、菱谷昌功、新井史明、重伸幸、山口幸晴、青木哲也                                                           |
| 17 | 12月1日  | 乳房あらための女と一撃必殺の刺客剣！           | おもよ：未來貴子、箕輪蔵人：立川三貴、柴田図書：有川博、お浪の方：麻丘実希、後藤和馬：樋口浩二、 茂助：三島嘉栄、武井三二、岡田翔太、山根誠示、木下通博、 司裕介、小谷浩三、浅田祐二、島田佳子、土肥徹平、 石川栄二、空田浩志、杉山幸晴、中川峰男、青木哲也                                                                  |
| 18 | 12月8日  | 待っていろ烈堂！一刀怒りの剣と妻の悲痛な涙…    | 御影新八郎：鷲生功、うずみ：麻乃佳世、牧野内膳正：大竹修造、六川一郎兵衛：藤澤慎介、小一郎：中野勇士、 木谷邦臣、小峰隆司、川鶴晃裕、山田永二、宮本浩光、青木哲也 |
| 19 | 12月15日 | 大五郎涙の決意！一刀対烈堂大爆破の死闘！       | 鏑木弥生：渡辺梓、鏑木市之進：梨本謙次郎、黒森軍太夫：中原丈雄、駒木根将監：下元年世、 本田伊勢守：青井稔幸、白井滋郎、伊庭剛、藤沢徹衛、大矢敬典、 須賀章、横山一敏、柴田善行、奥深山新、野々村仁、 峰蘭太郎、下元佳好、吉田信夫、岩須透、 笹木俊志、吉田輝生、岩越祐太、青木哲也                                           |

### 第三部（2004年）
| 回 | 放送日  | サブタイトル                                  | ゲスト出演者 |
| -- | ------- | --------------------------------------------- | --- |
| 1  | 7月5日  | 父と子、最後の旅路！大五郎！生きるのだ!!      | 出渕庄兵衛：永澤俊矢、相沢新十郎：藤原喜明、樵の男：井手らっきょ、堀田出雲守：坂田雅彦、柴田善行、 西村匡生、山本晶子、小谷浩三、辻本一樹、山田永二、 菅本博夫、吉田輝生、木村康志、重伸幸、池ノ谷桃太、 植野湖子、青木哲也、平泉成、唐渡亮、松重豊、小池一夫（特別出演）                                                               |
| 2  | 7月12日 | 魔性の姫君と世継ぎの陰謀！                    | 稲垣静山：林与一、脇田勘解由：高橋和也、真波の方：大家由祐子、影村外記：大鷹明良、稲垣忠正：藤澤慎介、 鶴八雲、加藤大祐、内藤和也、下元佳好、平井三智栄、 井上紀子、高橋弘志、岡田和範、青木哲也 |
| 3  | 7月19日 | いのち来い…走れ大五郎！消えた一刀と未亡人の罠 | 志津：藤真利子、笹山頼母：久保晶、村瀬慎吾：辻本祐樹、仙波市之進：伊東貴明、有馬道直：中島久之、 三村主馬：桐山浩一、浅井勘蔵：山田良隆、矢板敬次郎：酒井一圭、小田源八：西岡竜一朗、峰蘭太郎、木下通博、 藤沢徹衛、西村龍弥、波多野博、高橋弘志、田井克幸、青木哲也                                                                    |
| 4  | 7月26日 | 大五郎の怒り…！極悪息子と岡っ引きの涙!!       | 庄兵衛：山本學、松五郎：春田純一、お駒：原久美子、銀次：中倉健太郎、赤羽弦次郎：高川裕也、 上州屋清兵衛：鈴木正幸、政吉：平野貴大、太市：大西耕治、藤木格之新：前田淳、笹木俊志、島田佳子、 窪田弘和、矢部義章、田中龍、川鶴晃裕、菱谷昌功、青木哲也                                                                                    |
| 5  | 8月2日  | 仇討ちの男と女！愛と偽りの逃避行!!            | 押坂千賀：水島かおり、軽部玄次郎：安藤一夫、馬渕新八：松澤一之、矢倉兵部：団時朗、猪俣群兵衛：長江英和、 源蔵：丸岡奨詞、又五郎：正名僕蔵、太吉：顔田顔彦、お咲：春木みさよ、押坂一馬：大石継太、 ：畠山喜三郎：清家利一、向井省吾：二橋進、北村明男、杉山幸晴、加藤寛治、 山田永二、野々村仁、芳野史明、清水心之介、川上真人、青木哲也 |
| 6  | 8月9日  | 雨の日に切腹を…！大五郎涙の別れ！             | 原田善兵衛：美木良介、岩城嘉門：木村元、加納久蔵：成瀬正孝、作造：西田良、由利：岩本千春、 彦坂行部：石山雄大、平助：つまみ枝豆、梅吉：玉川・長太、下元年世、結城市朗、 上田雄大、木谷邦臣、富永佳代子、松永吉訓、 新井志明、江原政一、林健太郎、青木哲也                                                                               |
| 7  | 8月23日 | 襲い来る賞金稼ぎの群れ！                      | 吹き矢のお熊：浅利香津代、結城彦一郎：近藤公園、荒井仁四郎：川岡大次郎、お千代：秋山莉奈、船頭兄弟太郎：関根大学、 笠松市兵衛：塩野魁土、粟山浄内：小沢象、三谷組：石倉英彦、船頭兄弟二郎：甲斐道夫、國本鐘建、 東村晃幸、入江毅、渡辺万也、細川純一、 木村康志、田井克幸、青木哲也                                                     |
| 8  | 8月30日 | 哀しき一騎打ち！大五郎とほおずきの涙          | 真壁将監：野村将希、ぬい：北原佐和子、室伏蔵人：中原丈雄、有馬民部：内田勝正、田島群太夫：片岡弘貴、 有馬摂津守：西沢利明、砂原市蔵：藤澤慎介、村岡基三郎：瀬野和紀、笹木俊志、峰蘭太郎、野々村仁、 太田雅之、奥深山新、稲田龍雄、西村龍弥、芳野史明、青木哲也                                                                          |
| 9  | 9月6日  | 決戦前夜！女柳生の必殺剣!!                    | 氷室仙十郎：平岳大、弥平：唐沢民賢、義源：福本清三、柳生者：岩尾正隆、星野美恵子、 中川峰男、本山力、新村あゆみ、宮西慶二郎、植野湖子、 池ノ谷桃太、青木哲也、望月武兵衛：竹脇無我（友情出演） |
| 10 | 9月13日 | 最期の死闘！大五郎に贈る涙の言葉…             | 望月左近：川原和久、志保：大寶智子、氷室源十郎：四方堂亘、酒井大和守：井上高志、松平右京太夫：山西道広、 牧野肥後守：真砂皓太、辻本一樹、渡辺耀璃、保往舞、杉村伶音、 大同翔音、及川亜里砂、青木哲也 |